# ビエケス島

ビエケス島の位置

ビエケス島（ビエケスとう、Isla de Vieques）は、カリブ海のアメリカ領プエルトリコにある、プエルトリコ本島から南東約10Km、ヴァージン諸島の沖合いに浮かぶ島である。また、地理的にもヴァージン諸島にも近い事から、クレブラ島と共にスパニッシュ・ヴァージン諸島を形成している島でもある。
面積は約150km2、人口は9531人（2000年）、中心地はビエケス。

## 歴史
先住民のタイノ族が定住していたが、1493年クリストファー・コロンブスにより発見された。1511年にスペイン人がビエケス島を征服しにやって来ると、タイノ族の反乱が始まった。ビエケス島のタイノ族の首長であるヤウレイボーとカチマーの2人の兄弟の指導のもと、スペイン人と戦ったが、1514年ビエケス島はスペインにより占領され、ヤウレイボーとカチマーは戦死してしまう。残りのタイノ族の人達はプエルトリコに奴隷として連れて行かれた。
1600年代から1700年代はイギリスやフランス、デンマークなどの海賊などが島に来るようになり、イギリスが島を占領しようとしていたが、スペイン軍が追放した。プエルトリコ島を植民地化していたスペインは1811年プエルトリコ島の知事に要望により、ビエケス島の植民地化を決意した。1816年にシモン・ボリバルがビエケス島訪問。スペインは1843年に島に町や村など設立させ、砦の建設も開始した。植民地化した。またサトウキビのプランテーションで島は栄える。
1898年、スペインはアメリカと戦争（米西戦争）に突入するが敗北。プエルトリコはアメリカ領となり、ビエケス島もそれに属する事となった。砂糖で栄えていたが、1915年、砂糖のプランテーションで働く労働者がストライキを起こし、暴動が起きる。
1941年以来、カリブ海におけるアメリカ海軍の軍事練習地となる（島民とのトラブルも起きている）。

## ギャラリー

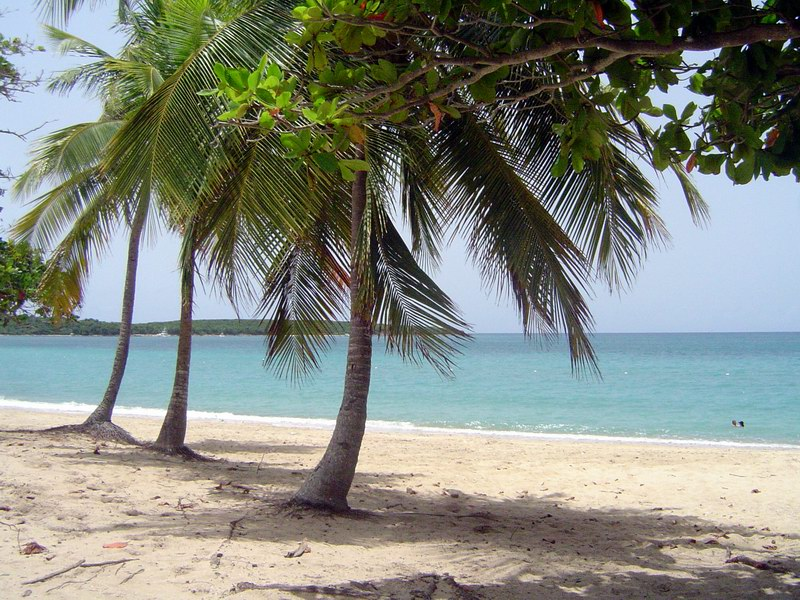
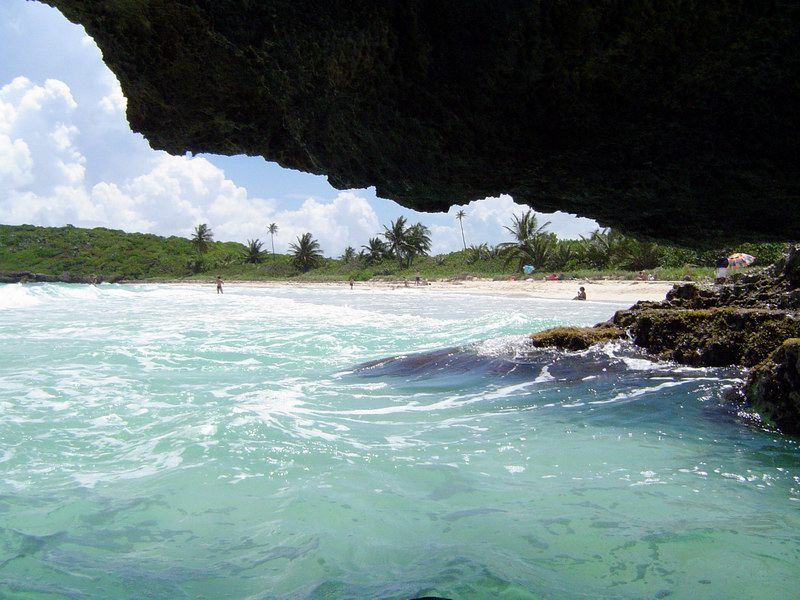
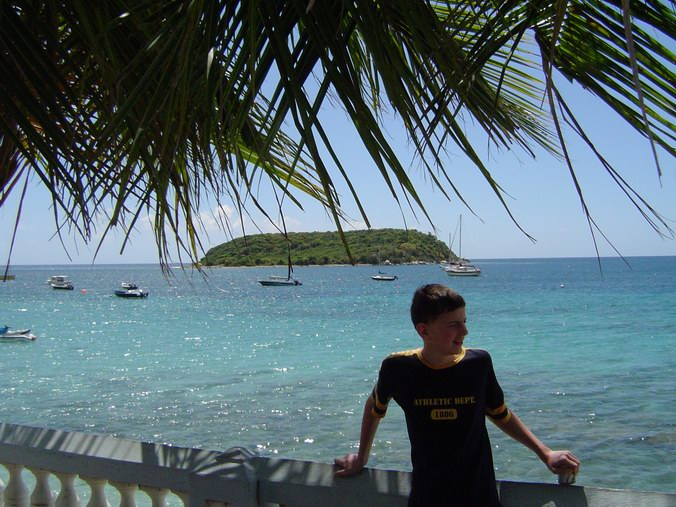

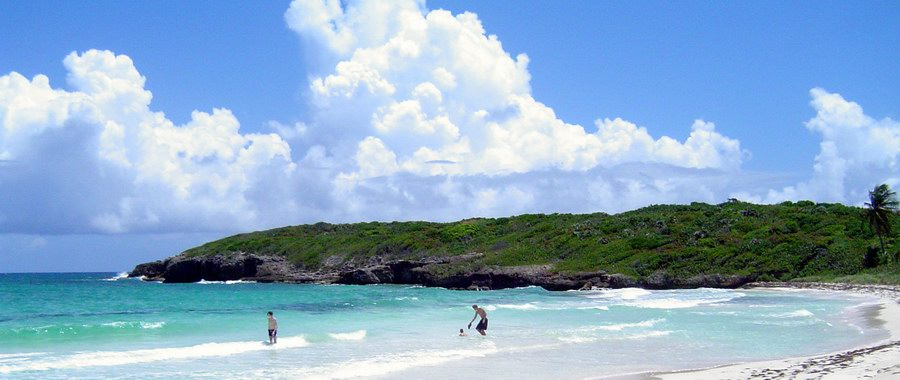